# Porphyrinia calida
Porphyrinia calida är en fjärilsart som beskrevs av Hans Rebel 1894. Porphyrinia calida ingår i släktet Porphyrinia och familjen nattflyn. Inga underarter finns listade i Catalogue of Life.